# Mystery Submarine (1950)
Mystery Submarine is een Amerikaanse oorlogsfilm uit 1950 onder regie van Douglas Sirk. De film werd destijds in Nederland uitgebracht onder de titel De geheimzinnige duikboot.

## Verhaal
Brett Young werkt voor de Amerikaanse zeemacht. Hij moet voorkomen dat nucleaire geheimen in verkeerde handen terechtkomen. Wanneer de wetenschapper Adolph Guernitz wordt ontvoerd, moet Young hem zien te bevrijden. Voor de kust van Mexico krijgt hij te maken met een geheimzinnige duikboot.

## Rolverdeling
| Acteur                | Personage                  |
| --------------------- | -------------------------- |
| Macdonald Carey       | Dr. Brett Young            |
| Märta Torén           | Madeline Brenner           |
| Robert Douglas        | Commandant Eric von Molter |
| Carl Esmond           | Luitenant Heldman          |
| Ludwig Donath         | Dr. Adolph Guernitz        |
| Jacqueline Dalya      | Carla von Molter           |
| Fred Nurney           | Bruno                      |
| Katherine Warren      | Mevrouw Weber              |
| Howard Negley         | Kapitein Elliott           |
| Bruce Morgan          | Kramer                     |
| Ralph Brooks          | Stefan                     |
| Paul Hoffman (acteur) | Hartwig                    |
| Peter Michael         | Bemanningslid              |
| Larry Winter          | Bemanningslid              |
| Frank Rawls           | Bemanningslid              |